# Friedrich von Rosen (Mineraloge)

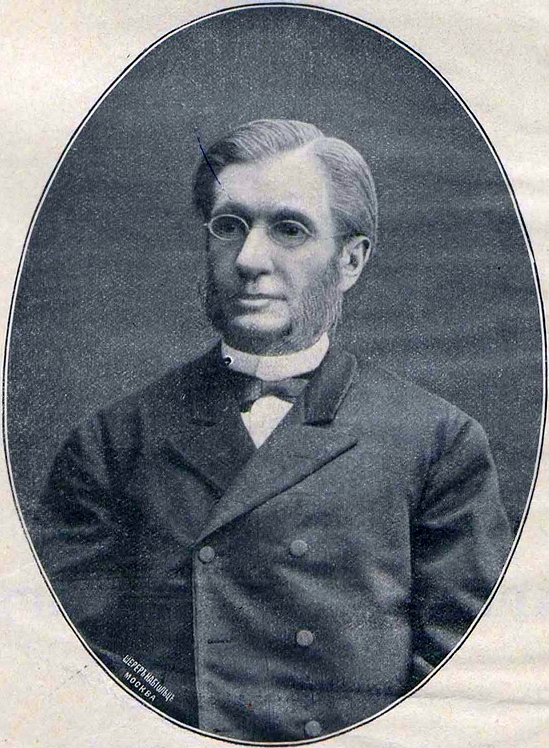
Friedrich von Rosen

Friedrich von Rosen (russisch Фридрих Фридрихович Розен;  * 20. Apriljul. / 2. Mai 1834greg. in St. Petersburg; † 2. Märzjul. / 15. März 1902greg. in Kasan) war ein russischer Mineraloge.

## Leben

### Herkunft und Familie
Friedrich war Angehöriger der estländischen Freiherrn von Rosen aus dem Hause Kiekel. Seine Eltern waren der russische Staatsrat und Hauptkurator der südrussischen Kolonisten-Siedlungen, Friedrich von Rosen (1808–1854) und Helena Iwanowna, geborene Smirnowa (1807–1873).
Er vermählte sich 1867 in Kasan mit Julia Elachich. Aus der Ehe gingen neun Kinder hervor, die jedoch nicht mehr in den Matrikeln bei der Estländischen Ritterschaft geführt wurden. Bekannt ist der älteste Sohn Friedrich bzw. Fedor († nach 1937), der eine juristische Laufbahn einschlug, jedoch nach der Revolution mehrfach in Konflikte mit den Sowjets geriet, die Stammlinie jedoch fortsetzen konnte.

### Werdegang
Rosen besuchte das Lyceum Richelieu in Odessa und anschließend die Kaiserliche Universität Dorpat, wo er sein Studium der Mineralogie 1863 mit dem Magister bzw. 1867 mit der Promotion abschloss. Von 1868 bis 1899 war er Professor für Mineralogie an der Universität Kasan. Seit 1874 war er Dekan der Fakultät für Physik und Mathematik. Im Jahre 1878 avancierte er zum Wirklichen Staatsrat und dozierte seit 1880 auch am Veterinär-Institut in Kasan.

## Werke
- Die chemisch-geognostischen Verhältnisse der devonischen Formation des Dünathals in Liv- und Kurland und des Welikajathals bei Pleskau (1863)
- Über die Natur der Stromatoporen (Dissertation, 1867)
- Über Formationen nach Kreta entlang der Wolga und Kama in der Provinz Kasan (1873)
- Über den Charakter der nachtertiären Formationen entlang der Wolga (1875)